# Papilio neumoegeni
Papilio neumoegeni је врста лептира из породице једрилаца (лат. Papilionidae).

## Распрострањење
Индонезија је једино познато природно станиште врсте.

## Станиште
Врста Papilio neumoegeni има станиште на копну.

## Угроженост
Ова врста се сматра рањивом у погледу угрожености врсте од изумирања.